# Маккейб, Юджин
Юджин Маккейб (7 июля 1930 — 27 августа 2020) — ирландский писатель шотландского происхождения, автор рассказов, драматург и телевизионный сценарист. Джон Бэнвилл сказал, что Маккейб был "в первом ряду современных ирландских писателей.

## Биография
Юджин Маккейб родился в семье ирландских эмигрантов в Глазго, Шотландия, и переехал с семьей в Ирландию в начале 1940-х годов. Жил на ферме рядом с Лаки-Бридж, недалеко от Клонса в графстве Монаган. Получил образование в колледже Каслнок.
Его пьеса «Король замка» вызвала небольшой скандал при первой постановке в 1964 году и протест со стороны Лиги приличия. Маккейб написал трилогию телевизионных пьес, отмеченную наградами, состоящую из частей «Рак», «Наследие» и «Осада», потому что он чувствовал, что должен сделать высказывание о конфликте в Северной Ирландии. Его роман 1992 года «Смерть и соловьи» был назван ирландским писателем Колмом Тойбином «одним из величайших ирландских шедевров века» и «классикой нашего времени» по версии Kirkus Reviews.
Маккейб защищал коллегу-писателя Дермота Хили, который получил негативную оценку Эйлин Баттерсби из The Irish Times в 2011 году, используя джойсовскую брань «дерьмо и лук», что вызвало споры в ирландском литературном сообществе.
Финтан О’Тул отметил, что жизнь в Монагане, прямо через границу от Фермана, повлияла на сочинения Маккейба, и описал его как «великого лауреата… неопределенности, намечающего её неизбежные трагические последствия, но каким-то образом придерживающегося мнения, что когда-нибудь она может стать благословением».
Юджин Маккейб умер 27 августа 2020 года в возрасте 90 лет. У него остались жена Марго, четверо детей, Рут, Маркус, Патрик и Стивен, и тринадцать внуков.

## Список работ
Пьесы
- Вопрос совести (1962)
- Король замка (1964)
- Сбить всадника (1966)
- Разбивка (1966)
- Свифт (1969)
- Гейл-день (1979)
- Жертвы (1981)

Телевизионные пьесы
- Рак (1973)
- Наследие (1973)
- Осада (1973)
- Рома (1979)

Роман
- Смерть и соловьи (1992)

Новелла
- Любовь сестер (2009)

Сборники рассказов
- Жертвы: История из Фермана (1976)
- Наследие и другие истории (1978)
- Христос в полях, трилогия Фермана (1993)
- Байки из бедного дома (1999)
- Небеса лгут о нас (2005)

Детские книги
- Кирилл: В поисках осиротевшей белки (1987)
- Лесной квест Сирила (2001)

Нон-фикш
- Тени от бледности: портрет ирландского городка (1996)